# Walking in Memphis
Walking in Memphis é uma canção composta e gravada originalmente pelo cantor e compositor americano Marc Cohn.

## Prêmios e conquistas
"Walking in Memphis" alcançou a 13ª posição do Billboard Hot 100 e, posteriormente, foi certificada com platina. Walking in Memphis foi indicada ao Grammy Award para Canção do Ano em 1992, mesmo ano em que Cohn, então com 32 anos, ganhou o Grammy Award para Artista Revelação.

## Regravações
Em 13 de outubro de 1995, a cantora e atriz americana Cher fez um cover da canção, lançada como o primeiro single de seu vigésimo segundo álbum de estúdio, It's a Man's World. Cher Alcançou o número 11 nas paradas do Reino Unido.
Outro cover da canção foi feito em 2003 no álbum From There to Here: Greatest Hits do grupo country Lonestar. Eles alcançaram o 8º lugar na Hot Country Songs e em 61º na Billboard Hot 100.